# フィリップ・シャニー
フィリップ・シャニー（仏: Philippe Chany）は、フランスの作曲家。主にフランス映画の映画音楽の作曲を手掛けている。

## 作品

### 映画
- カンヌ映画祭殺人事件（1994年）
- ディディエ（1997年）
- ミッション・クレオパトラ（2002年）

等